# Saltos ornamentais no Campeonato Europeu de Esportes Aquáticos de 2022 - Trampolim 3 m sincronizado misto
A prova do trampolim 3 m sincronizado misto dos saltos ornamentais no Campeonato Europeu de Esportes Aquáticos de 2022 ocorreu no dia 17 de agosto no Foro Italico, em Roma na Itália.

## Calendário
| Fase  | Data         | Hora  |
| ----- | ------------ | ----- |
| Final | 17 de agosto | 13:50 |

Todos os horários estão no horário local (UTC+1)

## Medalhistas
| Ouro                                    | Prata                                   | Bronze                                     |
| Alemanha · Lou Massenberg · Tina Punzel | Reino Unido · James Heatly · Grace Reid | Itália · Chiara Pellacani · Matteo Santoro |

## Resultados
Esses foram os resultados da competição.
| Pos.              | Nacionalidade | Saltadoras                           | Pontos | Pontos | Pontos | Pontos | Pontos | Pontos | Pontos |
| Pos.              | Nacionalidade | Saltadoras                           | T1     | T2     | T3     | T4     | T5     | Total  |        |
| ----------------- | ------------- | ------------------------------------ | ------ | ------ | ------ | ------ | ------ | ------ | ------ |
| Medalha de ouro   | Alemanha      | Lou Massenberg Tina Punzel           | 47.40  | 46.20  | 66.60  | 67.89  | 66.60  | 294.69 |        |
| Medalha de prata  | Reino Unido   | James Heatly Grace Reid              | 45.00  | 45.60  | 65.70  | 67.50  | 66.96  | 290.76 |        |
| Medalha de bronze | Itália        | Chiara Pellacani Matteo Santoro      | 48.60  | 45.60  | 61.20  | 66.96  | 61.20  | 283.56 |        |
| 4                 | Suécia        | Emilia Nilsson Elias Petersen        | 44.40  | 45.60  | 63.00  | 63.90  | 66.60  | 283.50 |        |
| 5                 | Suíça         | Madeline Coquoz Guillaume Dutoit     | 45.00  | 39.00  | 62.10  | 60.30  | 66.96  | 273.36 |        |
| 6                 | Ucrânia       | Viktoriya Kesar Stanislav Oliferchyk | 45.00  | 42.00  | 57.60  | 60.30  | 64.17  | 269.07 |        |
| 7                 | Espanha       | Max Linan Rocío Velázquez            | 40.80  | 40.80  | 60.30  | 59.52  | 58.50  | 259.92 |        |
| 8                 | França        | Jules Bouyer Naïs Gillet             | 42.60  | 39.60  | 55.44  | 50.40  | 51.84  | 239.88 |        |